# Saint-Tugdual
Saint-Tugdual är en kommun i departementet Morbihan i regionen Bretagne i nordvästra Frankrike. Kommunen ligger i kantonen Guémené-sur-Scorff som tillhör arrondissementet Pontivy. År 2022 hade Saint-Tugdual 375 invånare.

## Befolkningsutveckling
Antalet invånare i kommunen Saint-Tugdual
| Referens: INSEE |